# Кеннебанкпорт (Мен)
Кеннебанкпорт (англ. Kennebunkport) — місто (англ. town) в США, в окрузі Йорк штату Мен. Населення — 3629 осіб (2020).
Розташоване на березі Атлантичного океану, у впадіння в нього річки Кеннебанк.
Відоме насамперед як місце де розташовувався річний маєткок родини 41-о президента США Джорджа Буша  — «Вокерс-Пойнт» (Walker's Point). Під час свого президентства Буш приймав тут зарубіжних лідерів, включаючи Маргарет Тетчер та Михайла Горбачова.

## Демографія
Згідно з переписом 2010 року, у місті мешкали 3474 особи в 1578 домогосподарствах у складі 1039 родин. Було 2897 помешкань
Расовий склад населення:
| - 98,0 % — білих - 0,7 % — азіатів - 0,2 % — чорних або афроамериканців - 0,1 % — корінних американців |

До двох чи більше рас належало 0,7 %. Частка іспаномовних становила 0,9 % від усіх жителів.
За віковим діапазоном населення розподілялося таким чином: 17,9 % — особи молодші 18 років, 57,4 % — особи у віці 18—64 років, 24,7 % — особи у віці 65 років та старші. Медіана віку мешканця становила 51,8 року. На 100 осіб жіночої статі у місті припадало 90,4 чоловіків;  на 100 жінок у віці від 18 років та старших — 89,8 чоловіків також старших 18 років.
Середній дохід на одне домашнє господарство  становив 110 926 доларів США (медіана — 79 321), а середній дохід на одну сім'ю — 141 697 доларів (медіана — 100 435). Медіана доходів становила 62 244 долари для чоловіків та 45 572 долари для жінок. За межею бідності перебувало 2,3 % осіб, у тому числі 1,6 % дітей у віці до 18 років та 3,5 % осіб у віці 65 років та старших.
Цивільне працевлаштоване населення становило 1971 особа. Основні галузі зайнятості: освіта, охорона здоров'я та соціальна допомога — 22,8 %, мистецтво, розваги та відпочинок — 15,7 %, науковці, спеціалісти, менеджери — 12,3 %, фінанси, страхування та нерухомість — 10,0 %.